# Михаил Когалничану (Галац)
Михаил Когалничану (рум. Mihail Kogălniceanu) насеље је у Румунији у округу Галац у општини Смардан. Oпштина се налази на надморској висини од 75 m.

## Становништво
Према подацима из 2002. године у насељу је живело 811 становника, од којих су сви румунске националности.